# 小林村 (新潟県)
小林村（こばやしむら）は、かつて新潟県中蒲原郡にあった村。1955年3月31日の新設合併によって消滅し、現在は新潟市南区の一部となっている。
以下の記述は合併直前当時の旧小林村に関しての記述であり、現在では名称等が異なる場合がある。なお、ここに記述されていない内容に関しては新潟市などの記事を参照。

## 沿革
- 1902年（明治35年）4月1日 - 中蒲原郡小吉村（一部）と林村が合併して、小林村が発足。
- 1955年（昭和30年）3月31日 - 中蒲原郡白根町、新飯田村、庄瀬村、臼井村、大郷村、鷲巻村、根岸村、茨曽根村と合併し、白根町を新設して消滅。

## 学校

### 小学校
- 小林村立小林小学校
- 小林村立戸頭小学校

### 中学校
- 小林村立小林中学校